# 루벤 베르넌시오
루벤 베르넌시오(1976년 1월 9일 ~ 1999년 7월 18일)는 아르헨티나의 전 축구 선수이다. 1991년 FIFA U-17 세계 축구 선수권 대회에 아르헨티나 청소년 대표로 출전했으며 대우 로얄즈 (현 부산 아이파크)와 선수 수급 협약을 맺은 아르헨티나 CA 산로렌소 출신으로 1993년 같은 아르헨티나 출신 우고 스말도네와 함께 임대 입단하여 K리그 최초의 아르헨티나 국적의 외국인 선수로 기록되었다. 1993년 리그컵 도움상을 수상하였다. K리그 통산(정규리그와 리그컵 포함) 9경기 출장, 1득점, 2도움의 기록을 남겼다. 1999년 7월 18일 교통사고로 사망하였다.